# Grenspark Maas-Swalm-Nette
Grenspark Maas-Swalm-Nette is een grensoverschrijdend natuurgebied in Nederland en Duitsland.
Het project is in 2002 ontstaan en beslaat ongeveer 870 km². Het grenspark is vernoemd naar de rivieren de Maas, Swalm en Nette. Het beslaat in Noordrijn-Westfalen delen van Kreis Kleve, Kreis Viersen, Kreis Heinsberg en de gemeente Mönchengladbach en in Limburg delen van de gemeenten Roermond, Roerdalen, Leudal, Beesel, Venlo.
In het gebied zijn onder andere de bestaande natuurgebieden Swalm-Nette, waaronder de Venekotensee, Krickenbecker Seen, Groote Heide en Nationaal Park De Meinweg opgenomen. Er zijn 21 bezoekerscentra.
Het gebied heeft, voor zover het op Duits grondgebied ligt, de Duitse wettelijke status Naturpark, evenals bijvoorbeeld de gebieden Naturpark Wildeshausener Geest ten zuiden van Bremen en delen van de Harz en het Teutoburger Woud. Dat houdt een mate van natuurbescherming in, die minder streng is dan in een Duits Nationalpark (waartoe o.a. de Waddenzee behoort) of Naturschutzgebiet het geval is. Zo is duurzame landbouw en duurzaam toerisme toegestaan en worden bestaande menselijke activiteiten, zoals industrie, onder bepaalde voorwaarden gedoogd. De regelingen in een van de 60 Duitse Naturparks komen ongeveer met die in een Nederlands Nationaal Park overeen.

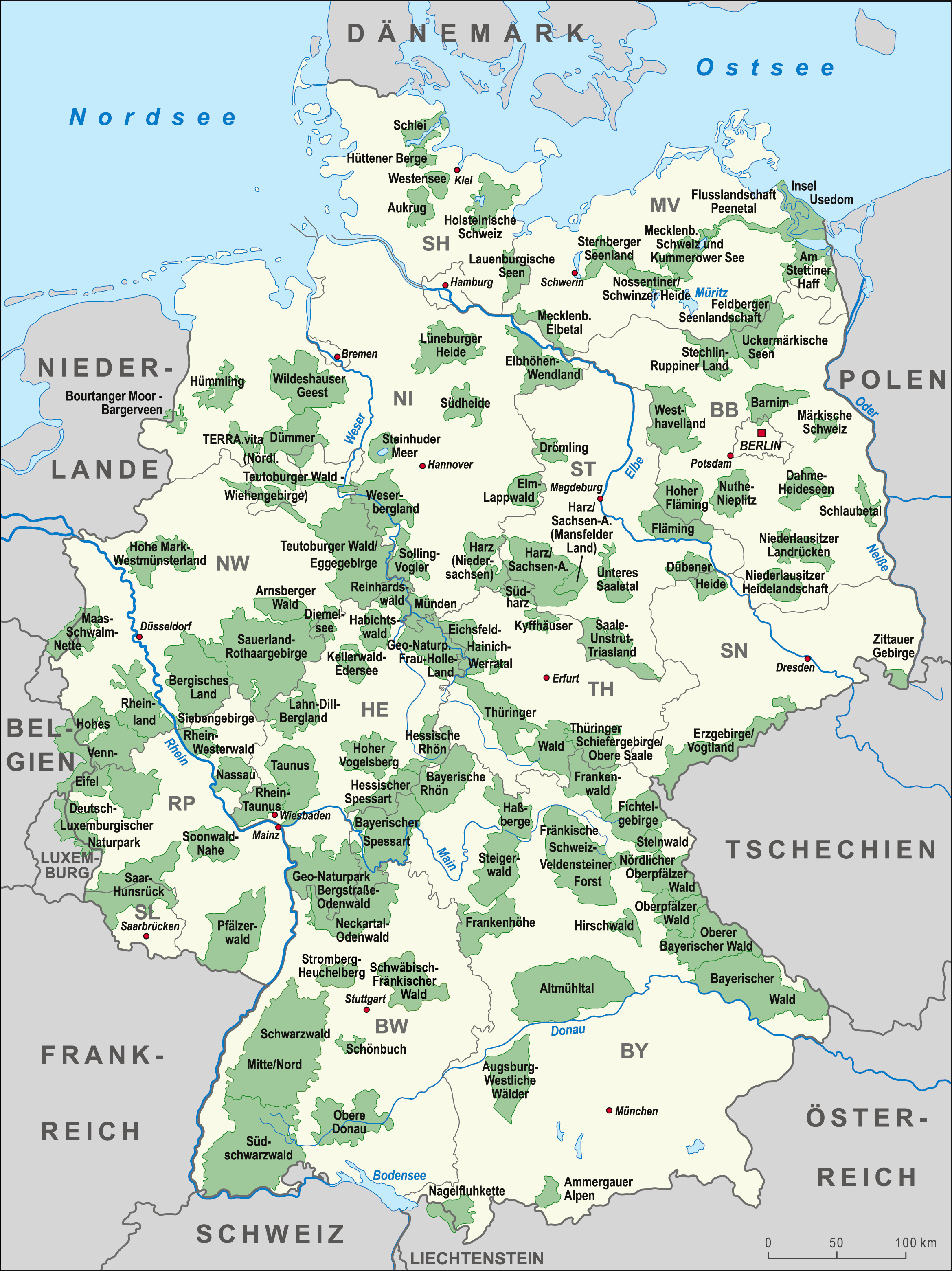
De 60 Naturparks in Duitsland

## Externe link

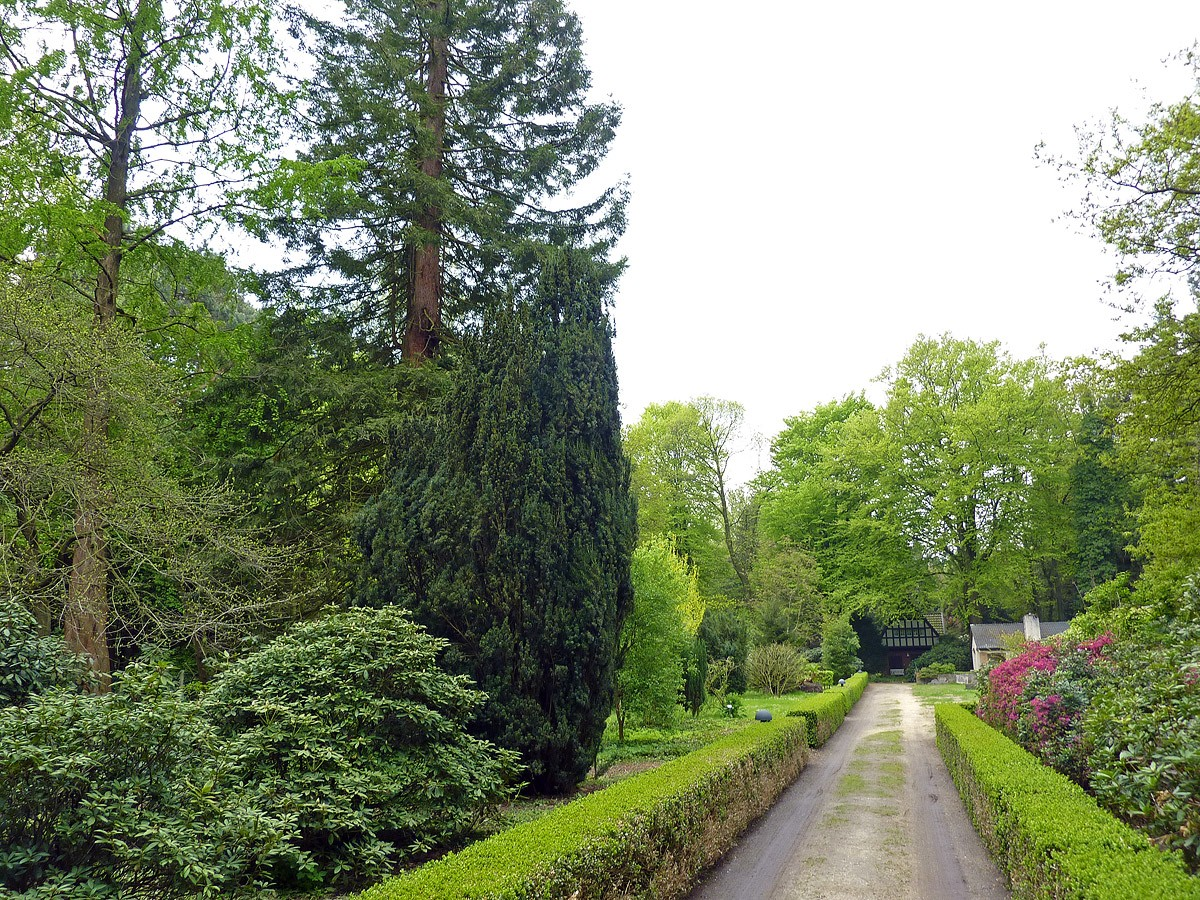
Toegang tot arboretum Sequoiafarm Kaldenkirchen